# Antoni de Falguera i Sivilla

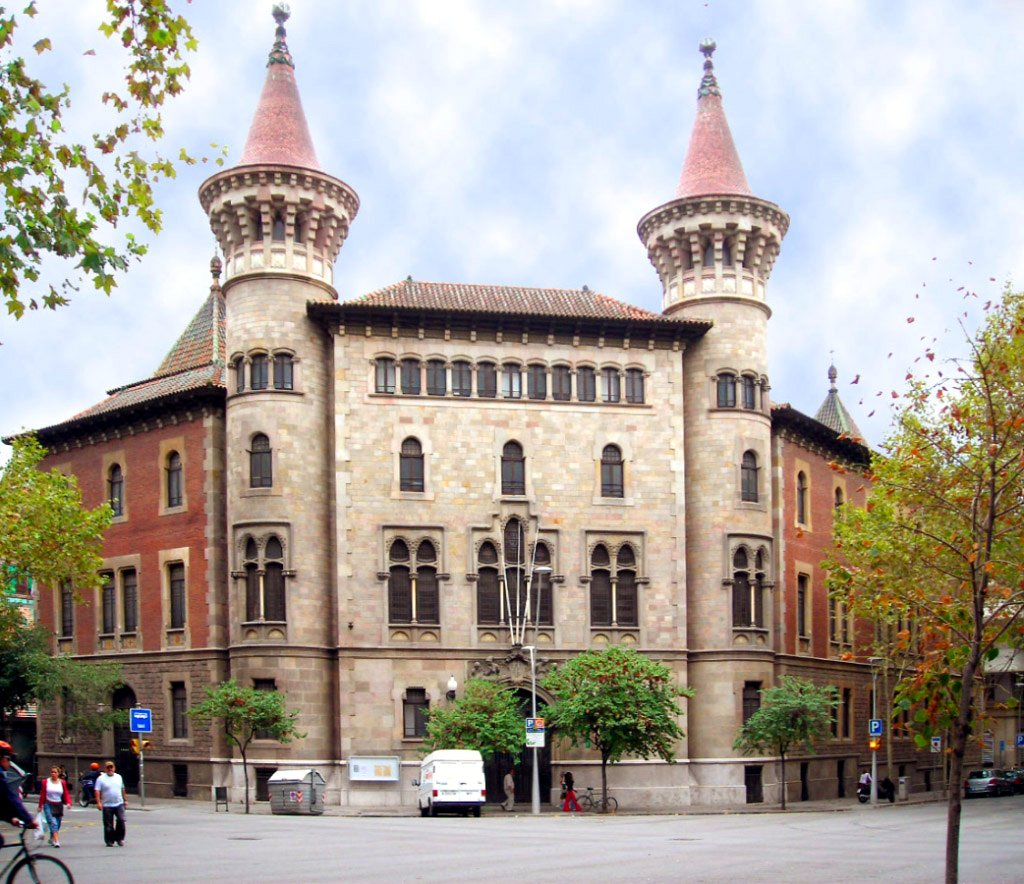
Conservatori Municipal de Música (Städtisches Konservatorium für Musik, 1916–28)

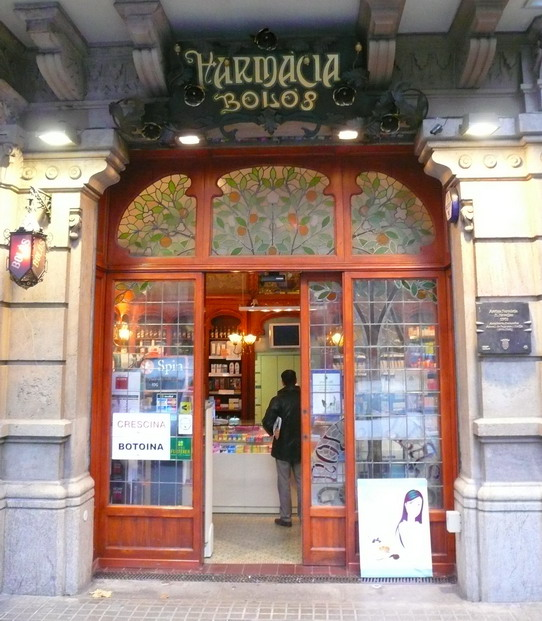
Farmàcia Bolós (vormals Novellas) (1902, gemeinsam mit Josep Maria de Falguera i Sivilla, in einem Gebäude von Josep Domènech i Estapà)

Antoni de Falguera i Sivilla – alternative Schreibweise Antoni Falguera i Sivilla – (* 1876 in Barcelona; † 1947 in Barcelona) war ein katalanischer Architekt und zunächst Vertreter des Modernisme Català, später des Noucentisme.
Der Sohn eines wohlhabenden Notars studierte an der Escuela de Arquitectura de Barcelona (Architekturschule von Barcelona), welche er im Jahr 1900 abschloss. Sie war zu jener Zeit ein Zentrum des Modernisme und stand unter dem Einfluss der Ideen von Antoni Gaudí, Josep Puig i Cadafalch und Lluís Domènech i Montaner. Letzter gehörte auch zu Falgueras Lehrern. An derselben Schule studierte auch sein Bruder Josep Maria de Falguera i Sivilla, mit dem er später einige Werke gemeinsam gestaltete.
Seine erste große Arbeit war die gemeinsam mit seinem Bruder entworfene Textilfabrik Fàbrica Estruch in der Gemeinde Palau-solità i Plegamans. Am gleichen Ort folgten in den nächsten Jahren der städtische Friedhof, das Rathaus und ein nicht erhaltenes Einfamilienhaus (alle 1900 bis 1910). In diesen Jahren errichtete er außerdem den städtischen Friedhof in Sentmenat sowie Casa Sans in Tossa de Mar. Mit seiner Berufung zum Assistenten des Stadtbaurates Pere Falqués i Urpí im Jahr 1906 verlagerte sich der Schwerpunkt seiner Tätigkeit nach Barcelona. Gemeinsam mit Falqués entwarf er beispielsweise Casa de la Lactància an der Gran Via.
Während der nächsten Jahre entstanden hauptsächlich vom Modernismus beeinflusste Wohnhäuser. Später folgten diverse Schulgebäude und Markthallen. Auch das markante Eingangsportal des Mercat de la Boqueria an den Rambles ist sein Werk. Nach dem Tod Falqués’ wurde Falguera selbst neuer Stadtbaurat von Barcelona. Seine folgenden Werke waren noch modernistisch beeinflusst – insbesondere das Conservatori Municipal de Música de Barcelona (städtisches Musik-Konservatorium). Mit dem Aufkommen des Noucentisme wandte er sich verstärkt der Erhaltung und Rekonstruktion mittelalterlicher Gebäude zu, beispielsweise der Casa de la Ciutat (Rathaus von Barcelona).
Darüber hinaus verfasste er Beiträge zu einer von Josep Puig i Cadafalch und Josep Goday i Casals herausgegebenen Monographie zur Architektur der Romanik in Katalonien: Arquitectura romànica a Catalunya (1909–1918) sowie die Monographien Sant Pere de Roda (1906) und Els constructors de les obres romàniques a Catalunya (Die Konstrukteure romanischer Werke in Katalonien) (1907), erstere mit einem Vorwort von Puig i Cadafalch.
Während des Spanischen Bürgerkriegs wurde er durch Vertreter der Anarchistischen Föderation verhaftet und aus seinem Amt entfernt.